# Besleria grandifolia
Besleria grandifolia là một loài thực vật có hoa trong họ Tai voi. Loài này được Schott mô tả khoa học đầu tiên năm 1820.